# Charles Zanco
Charles Zanco (menes født 1808 i Albæk, øst for Randers) er kendt som danskeren, der frivilligt deltog i Slaget ved Alamo ved den spanske missionsstation Alamo i San Antonio, Texas.
Han var søn af Frederik Zanco, og da moderen døde emigrerede de i 1834 til Amerika. De slog sig ned i Texas i sommeren 1835, der på det tidspunkt var en del af Mexico, men havde en stor indvandring fra USA.
Han kæmpede og døde sammen med en lille gruppe mænd for statens uafhængighed imod en overlegen mexicansk modstander.
Charles Zanco spillede også en stor rolle i udviklingen af det texanske flag, idet han var den første til at placere en stjerne i et flag, der skulle repræsentere det uafhængige Texas.